# IPhone X
iPhone X (pronunciado como iPhone 10 por el número romano X que representa el décimo aniversario del iPhone) es un teléfono inteligente de gama alta, diseñado, desarrollado y comercializado por Apple. Su director general, Tim Cook, anunció el iPhone X el 12 de septiembre de 2017, junto con el iPhone 8 Plus y el iPhone 8 en el Teatro Steve Jobs situado en la sede que la compañía tiene en Cupertino, el Parque Apple. El teléfono se puso a la venta el 3 de noviembre del 2017. Este iPhone marca el décimo aniversario del iPhone.

## Historia
Dentro de la línea de Apple, el iPhone X se posiciona como un modelo de gama alta. Las filtraciones, incluidas las de los fabricantes de fundas, así como el firmware de la HomePod y la versión final de iOS 11, revelaron varios aspectos del dispositivo antes de su presentación oficial, incluyendo el hecho de que tendría un diseño con pantalla OLED casi sin marcos y eliminaría el botón de inicio físico, cámara dual trasera con detección de profundidad mejorada y un sistema de desbloqueo facial conocido como Face ID.
El 31 de agosto de 2017 se enviaron las invitaciones de prensa a un evento de prensa el 12 de septiembre de 2017 en el Teatro Steve Jobs del Apple Park (California). Fue el primer evento celebrado en el Teatro Steve Jobs.
Fue descontinuado del mercado el 13 de septiembre del 2018 para no competir en ventas con su sucesor iPhone Xs.

## Especificaciones

### Hardware
El iPhone X cuenta con una pantalla llamada Super Retina HD de 5.8 pulgadas de tipo OLED que cubre los espacios de color DCI-P3 y sRGB, y además es compatible con imágenes de alto rango dinámico (HDR). También incluye la tecnología True Tone que se encuentra en el iPad Pro y otros dispositivos de la compañía, y cuenta con un brillo máximo típico de 625 cd/m².
El sistema de desbloqueo Face ID reemplaza por completo a Touch ID  en este modelo. Una cámara de infrarrojos lee un patrón de puntos que se emite desde un proyector de 30 000 puntos invisible sobre la cara del usuario, creando un mapa facial único, capturando una imagen de la cara, y envía los datos al elemento seguro del chip A11 Bionic (que contiene un motor neuronal de inteligencia artificial dedicado) para contrastar la cara del usuario con la almacenada en el elemento seguro. El iluminador infrarrojo ayuda a identificar la cara del usuario en la oscuridad. El proyector de puntos sitúa más de 30 000 puntos invisibles sobre la cara para crear un mapa facial único. El sistema no funcionará con los ojos cerrados o no mirando al teléfono, impidiendo el acceso si no está mirándose activamente la pantalla del dispositivo.
El iPhone X cuenta con dos cámaras traseras de 12 Mpx. La primera es de gran angular con lente de seis elementos, autofoco, filtro infrarrojos, modo ráfaga, apertura ƒ/1.8, y estabilización óptica y digital de imagen. Puede grabar video de 4K a 24, 30 o 60  FPS; o 1080p a 30 o 60 FPS; vídeo de cámara lenta (1080p a 120 o 240 FPS), y cámara rápida con estabilización. Puede capturar fotos panorámicas, así como reconocer las caras incluidas en la fotografía. La segunda cámara hace la función de teleobjetivo y dispone de un zum óptico ×2 —llega digitalmente a un zum de ×10—, apertura ƒ/2.4 y estabilización de imagen óptica. También tiene un flash de cuatro ledes denominado True Tone.
Por otro lado, la cámara frontal de 7 Mpx denominada TrueDepth con apertura de ƒ/2.2. Puede capturar en modo ráfaga, cuenta con control de exposición, detección de rostros, auto-HDR, estabilización automática de imagen, flash Retina, graba de vídeo a 1080p, y permite el modo retrato, iluminación de retrato (beta) y función Animoji.
El iPhone X contiene el sistema en chip A11 Bionic de Apple, que es un procesador de seis núcleos, fabricado con un proceso litográfico de 10 nm. Incluye un motor neuronal, que es un acelerador de cálculos de inteligencia artificial, mayormente inferencias para reconocer el rostro del usuario y los gestos que hace, además de un coprocesador de movimiento M11 integrado.

### Software
El iPhone X se puso a la venta con una versión ajustada de iOS 11 para usar su distinto formato de pantalla con respecto a iPhones anteriores. El botón de inicio se sustituye por gestos, similares a los de Nokia N9 y WebOS, pero algunas características como Siri y Apple Pay requerirán el botón lateral.

## Problemas

### Pantallas que no responden
Apple corrigió en la versión de iOS 11.1.2 un problema que afectaba a la pantalla táctil del iPhone X ya que podía dejar de responder temporalmente cuando se movía repentinamente de una estancia cálida a un área con temperaturas muy bajas.

## Ventas
Según indican los datos de CIRP, el iPhone X solamente ha llegado al 16 % de su cuota de mercado en el ecosistema de Apple y sus ventas siguen disminuyendo.